# Arthur Castrén

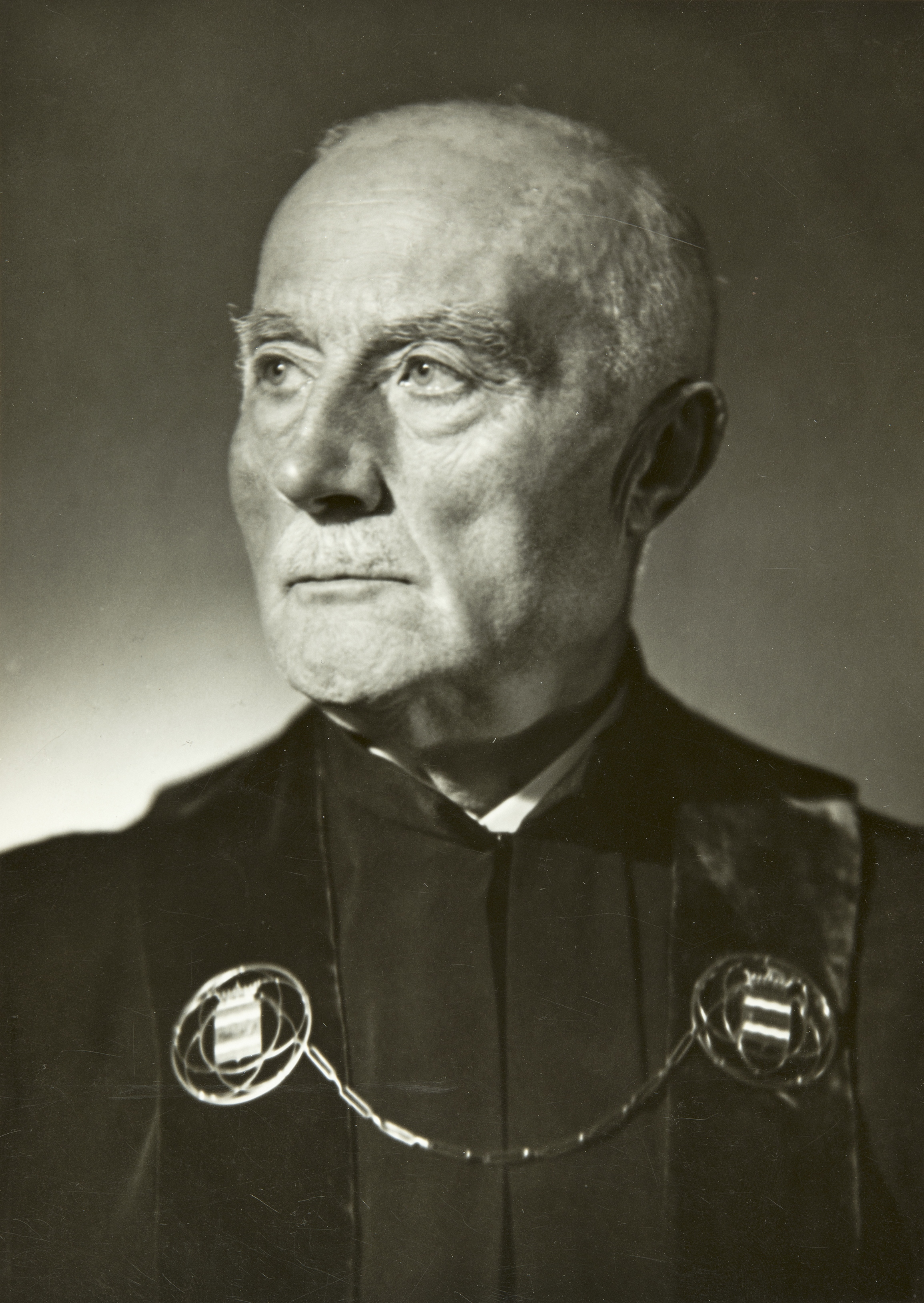
Arthur Castrén

Johan Arthur Castrén (* 10. Juni 1866 in Turtola; † 29. Juni 1946 in Pietarsaari) war ein finnischer Politiker der Jungfinnischen Partei NSP (Nuorsuomalainen Puolue), der unter anderem zwischen 1917 und 1918 Innenminister Finnlands war.

## Leben
Castrén war ein Sohn des Pfarrers Johan Robert Castrén und dessen Ehefrau Ida Maria Susanna Taucher sowie jüngerer Bruder des Politikers Kaarlo Castrén, der unter anderem vom 17. April bis zum 15. August 1919 Ministerpräsident war. Er selbst begann nach dem Schulbesuch 1884 ein Studium der Rechtswissenschaften, das er 1888 mit einem Bachelor abschloss. 1891 legte er die Assessorprüfung (Varatuomari) ab. Danach war er als Rechtsanwalt tätig und fungierte zwischen 1893 und 1896 als kommissarischer Bürgermeister von Oulu. Nachdem er 1896 kurzzeitig Sekretär des Magistrats sowie Notar von Oulu war, fungierte er zwischen 1896 und 1908 als Bürgermeister von Oulu. Er war zudem zwischen 1904 und 1906 Mitglied des finnischen Vierständereichstags. 1908 wurde er abermals Bürgermeister von Oulu und übte dieses Amt zehn Jahre lang bis 1918 aus.
Bei der Parlamentswahl am 1. und 3. Mai 1909 wurde Castrén für die Jungfinnische Partei NSP (Nuorsuomalainen Puolue) zum Mitglied des Finnischen Reichstags gewählt und vertrat in diesem bis zum 5. Februar 1913 den Wahlkreis Oulu. Am 27. November 1917 wurde er als Innensenator in das Kabinett Svinhufvud I berufen, der ersten Regierung in der Geschichte Finnlands. Dieses Amt bekleidete er vom 27. Mai 1bis zum 27. November 1918 auch im Kabinett Paasikivi I.
1922 wurde Castrén Bürgermeister von Helsinki und übte dieses Amt bis zu seiner Ablösung durch Antti Tulenheimo 1930 aus. Danach war er zwischen 1931 und 1936 Vize-Bürgermeister. Er war seit 1904 mit Sigrid Ellen Maria Schauman verheiratet. Er war ein Cousin von Jalmar Castrén, der zwischen 1917 und 1918 Senator für Transport und Öffentliche Arbeit sowie von 1928 bis 1929 Minister für Transport und Öffentliche Arbeit war.

## Weblink
- Eintrag auf der Homepage des Reichstages